# トロピカル・ストーム・クローデット (1979年)
トロピカル・ストーム・クローデット（Tropical Storm Claudette）は1979年に大西洋で発生し、プエルトリコとテキサス州を通過し、激しい雨を降らせたトロピカル・ストームである。
クローデットによって2名が犠牲となり、被害額は4億USドル（1979年当時）ドルにのぼった。

## 経過

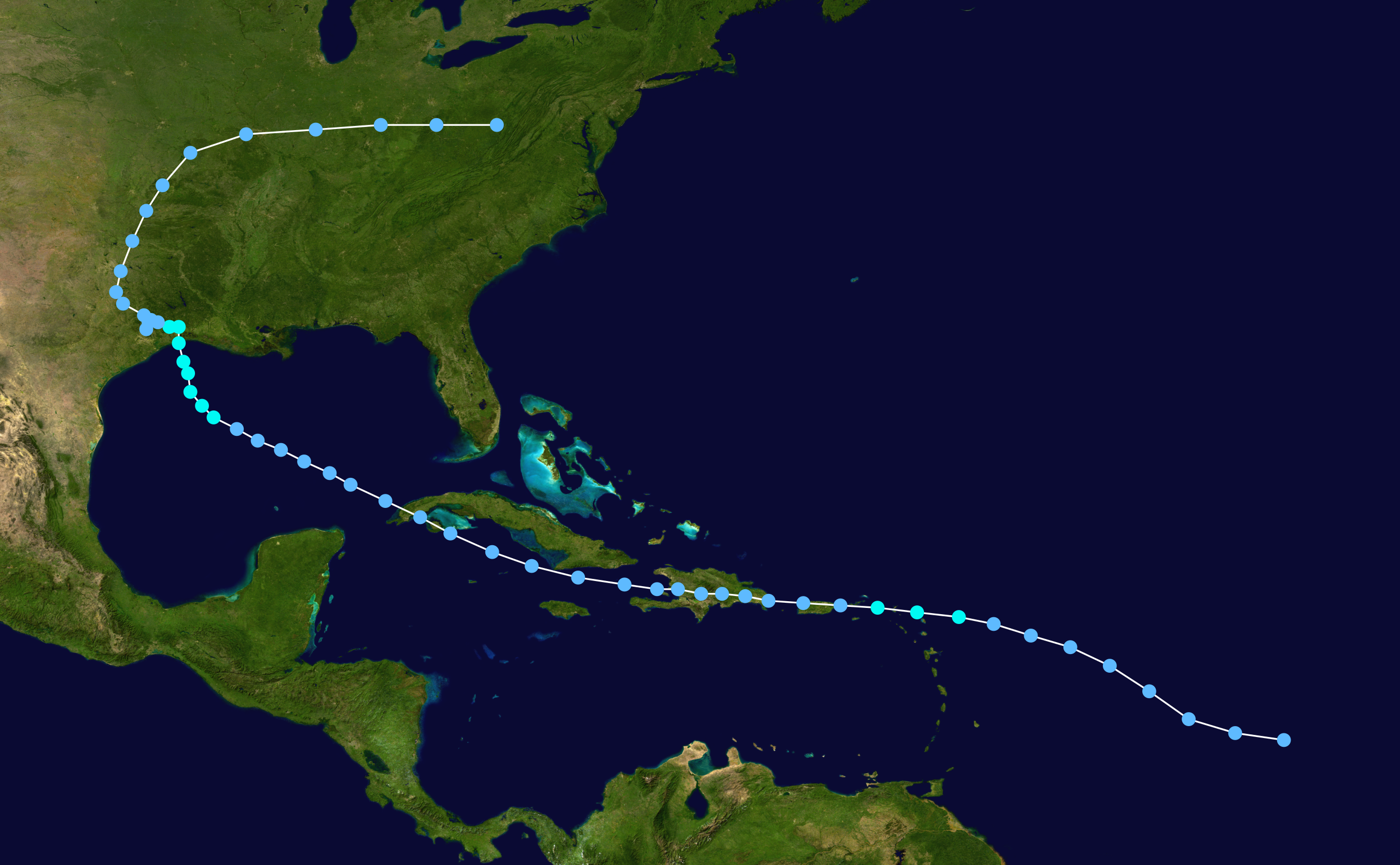
クローデットの経路

クローデットは7月15日にリーワード諸島の東で形成された。その後、勢力を強め、翌日にはトロピカル・ストームと呼ばれる強さに達した。しかし、乱気流に遭遇したため、勢力を弱め、プエルトリコを直撃した時にはトロピカル・デプレッションと呼ばれる強さであった。クローデットは、イスパニョーラ島とキューバを、熱帯性暴風に分類されないトロピカル・ウェーブとして通過し、21日にメキシコ湾で再び形成された。
その後、クローデットは安定さを欠き、トロピカル・デプレッションとトロピカル・ストームの強さの間を変動する。そして、進路を西に向け、7月24日にゆっくりした速度でテキサス州とルイジアナ州の州境近くに上陸した。
上陸した後、クローデットは勢力を弱めながら北東に移動し、オハイオ・バレーを通過し、7月29日に消滅した。

## 被害

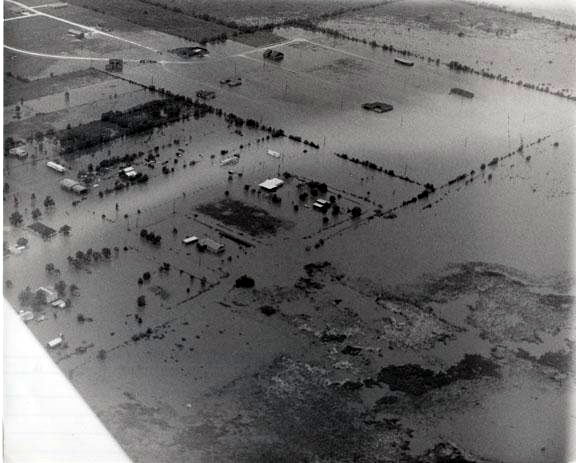
クローデットによる洪水

このトロピカル・ストームによって、2人が死亡し、被害額は4億USドル（1979年当時）にのぼった。

### 東カリブ地域
グアドループでは、約7 - 9インチ（178 - 229ミリメートル）の雨が降った。プエルトリコでは計9インチ（229mm）を超える雨が降り、1人が死亡、被害額は75万USドルにのぼった。。

### アメリカ湾岸地域
クローデットが上陸したテキサス州とルイジアナ州は、激しい降雨に見舞われた。24時間雨量の最高は、テキサス州のアルヴィン付近で観測され、42インチ（1067mm）を記録した。これは、依然24時間雨量のアメリカ記録である。他の2都市でも計30インチ（762mm）強の降雨が観測された。また、テキサス州南部では計45インチ（1143mm）強の雨が降った。

### アメリカ内陸部
クローデットの残部は内陸部を移動しながら、中西部とオハイオ・バレーを通過し、激しい雨を降らせた。ミズーリ州では激しい雨のため、セントルイス付近で激しい洪水が観測された。インディアナ州でも約9インチの雨量を観測した。

## 名称
これらの被害があったが、クローデットという名称は使われ続け、1985年、1991年、1997年、2003年、2009年に使用された。